# 邪道
邪道（じゃどう）は、仏教用語で、仏道に外れた不正な教えのこと。転じて、一般に、本筋に沿わない不当なやり方を評していうのに用いられる。

## 仏教の語義
仏教に反する教え（六師外道など）。邪（よこしま）な意をもって他者を貶めようとするもの。

## 一般的な用法
一般的に正道と認識されているものとは異なるやり方に対して、非難を込めた論評として用いられる（後述）。辞書では「本来の目的からはずれたやり方」あるいは「正当でない方法」といった解説がなされている。

## 用例

### 漫画・創作
- スポ根漫画で、幾つかの使用例が確認されている。
  - 梶原一騎原作『空手バカ一代』では、主人公が主流派とは異なるスタイルの実戦空手（現在では「フルコンタクト空手」と称される）を広めようとしたため、当時の主流派(作品内で「寸止め空手」と称されている)から邪道呼ばわりされている。
  - 貝塚ひろし作『父の魂』では、バット職人である主人公の父親が、弟子の作った変形バットを見て邪道とののしり、その場で折っている場面がある。
- 『バクマン。』（原作・大場つぐみ、作画・小畑健）の主人公の一人で漫画の原作を担当する登場人物が、当初、担当編集者らから「その作風や資質は邪道で生きるタイプ」と評されていた。なお当該作品では、邪道との対語として『王道』が使われている。
- 『銀河英雄伝説』の主人公で宇宙船による艦隊の司令官が、戦いのひとつで総司令官の思惑によって不利な状況におかれてしまう。主人公はその状況を打開するため、通常とは異なる艦隊運用を行い、窮地を脱した。この時主人公が「こんな邪道は二度と使わない」と発言している。

### その他
- 邪道ルアー。釣り用のルアーの中で、任意の構造によって釣果が得やすくなっているもの。バレーヒルなどのメーカーでは、ホームページで自ら「邪道」という名称を付けたシリーズを掲載／販売している（外部リンクを参照）。
- 大仁田厚がFMWを設立し、通常とは異なる試合形式（有刺鉄線や電流を用いたデスマッチ）を行い、邪道と評された。後年、大仁田自身が『邪道でごめんね』 (ISBN 9784835600307) というコラムを著している。